# Split (série de televisão)
Split (חצויה em hebraico; Split no Brasil; Split: Amores Divididos em Portugal) é uma telenovela israelense sobrenatural. Foi dirigida por Shai Kapon e começou a ser transmitida através do canal Boomerang em 3 de junho de 2010.

## Visão geral
Split é criado por Ilan Rozenfeld e Shira Alon. Shai Kapon dirige a série de televisão, que é produzida pelo Dori Media Group para o canal  HOT VOD Young. Amit Farkash interpreta Ella Rosen, de 15 anos, que descobre que ela é metade humana e metade vampira. Yon Tumarkin a apóia como o vampiro de 600 anos de idade, Leo.